# Aseptis ethnica
Aseptis ethnica (лат.) — вид бабочек-совок рода Aseptis из подсемейства земляные совки (Noctuinae). Эндемики Северной Америки.

## Распространение
Северная Америка: Мексика (Baja California Norte), США (Аризона, Калифорния, Орегон), до 1500 м. Летают с мая по август.

## Описание
Бабочки средних размеров (размах крыльев от 38,0 до 43,5 мм) с характерной выемкой по внешнему краю заднего крыла у его вершины между жилками M1 и M3. Основная окраска крыльев серая или коричневая, со слабой диффузной пятнистостью коричневого цвета. Гусеницы питаются листьями древесных растений, например, кустарниками рода Толокнянка (семейство Вересковые). Вид был впервые описан в 1899 году американским энтомологом John B. Smith (Rutgers, College, New Brunswick, Нью-Джерси, США) под первоначальным название Hadena ethnica, а его валидный статус был подтверждён в ходе родовой ревизии в 2015 году американскими энтомологами Томасом Мустелином (Tomas Mustelin, San Diego Natural History Museum, Сан-Диего, США) и Ларсом Крабо (Lars G. Crabo; Washington State University, Bellingham, США).